# Formica fuliginothorax
Formica fuliginothorax är en myrart som beskrevs av Blacker 1992. Formica fuliginothorax ingår i släktet Formica och familjen myror. Inga underarter finns listade i Catalogue of Life.